# Aquaman y el Reino Perdido
Aquaman y el Reino Perdido (en inglés: Aquaman and the Lost Kingdom), también conocida como Aquaman 2, es una película de superhéroes estadounidense basada en el personaje de DC Comics, Aquaman. Producida por DC Studios, Atomic Monster, The Safran Company y Domain Entertainment, y distribuida por Warner Bros. Pictures, es la secuela de Aquaman (2018) y la decimoquinta y última película del Universo extendido de DC (DCEU).
La película fue dirigida por James Wan a partir de un guion escrito por David Leslie Johnson-McGoldrick, y está protagonizada por Jason Momoa como Arthur Curry / Aquaman junto a Amber Heard, Patrick Wilson, Dolph Lundgren, Yahya Abdul-Mateen II, Temuera Morrison y Nicole Kidman.
Momoa ideó una historia para una secuela de Aquaman durante la producción de la primera película. Wan no quería apresurar en ese entonces una segunda parte, pero aceptó supervisar el desarrollo de la secuela en enero de 2019. Johnson-McGoldrick firmó para escribir el guion un mes después. En agosto de 2020, se confirmó que Wan dirigiría la película y dijo que la película ampliaría la construcción del mundo de Aquaman, y anunció el título de la secuela en junio de 2021. El rodaje comenzó a finales de ese mes y se concluyó en enero de 2022, teniendo lugar en Reino Unido, Hawái y Los Ángeles.
Aquaman y el Reino Perdido tuvo su premier en un evento para fanáticos en The Grove, Los Ángeles, el 19 de diciembre de 2023, y fue estrenada en los Estados Unidos el 22 de diciembre. La película recaudó 440 millones de dólares en todo el mundo.

## Argumento
Cuatro años después de convertirse en rey de la Atlántida, Arthur Curry (Jason Momoa) se casó con Mera (Amber Heard) y tuvo un hijo, Arthur Jr., mientras dividía su vida entre la tierra y el mar. Ser rey no era tan fácil como Arthur creía. Mientras tanto, en la Antártida, David Kane (Yahya Abdul-Mateen II) continúa buscando venganza contra Arthur por la muerte de su padre, trabajando con el biólogo marino Stephen Shin (Randall Park) para encontrar artefactos atlantes. Tras explorar una cueva y ser lanzado al fondo de un lago por una criatura misteriosa, Kane encuentra un tridente negro que lo posee y su creador promete darle el poder de destruir a Arthur.
Cinco meses después, Kane ataca Atlantis e irrumpe en sus reservas de oricalco para alimentar las máquinas atlantes de Shin que encontraron junto con el tridente negro. Mientras intenta escapar, Kane es acorralado por Mera, pero el villano la ataca con su visión láser, estampándola contra una roca y dejándola gravemente herida. Arthur llega para ayudar, pero Manta Negra usa luz de gas para desconcertar a Arthur, destruir un tren atlante en el proceso y finalmente, escapar. Arthur descubre que éste uso de oricalco, que emite grandes cantidades de gases de efecto invernadero, no solo ha elevado las temperaturas planetarias y ha provocado un clima extremo y acidificación de los océanos, sino que casi provocó una extinción planetaria cuando lo utilizó un antiguo reino atlante. Para saber dónde se esconde Kane, Arthur saca de prisión a su medio hermano Orm (Patrick Wilson). Los dos se encuentran con el señor del crimen Kingfish (Martin Short), quien les proporciona información que los lleva a una isla volcánica en el Pacífico Sur. Mientras están en la isla, Arthur y Orm se topan con el tridente negro, que Orm revela que fue creado por Kordax (Pilou Asbæk), el hermano del rey Atlan (Vincent Regan) y gobernante del reino perdido de Necrus, quien fue encarcelado con magia de sangre luego de un intento fallido de usurpar el trono. Al darse cuenta de que la sangre de cualquiera de los descendientes de Atlan podría liberar a Kordax, los dos se dirigen a Amnistía Bay, donde descubren que Kane ha secuestrado a Arthur Jr. Los atlantes, con la ayuda renuente de Shin, determinan que la prisión de Necrus está ubicada en la Antártida.
En Necrus, Arthur lucha contra Kane para evitar que lastime a Arthur Jr., aunque Arthur casi muere antes de que Mera llegue y lo salve. Kane le lanza el tridente negro a Mera, pero Orm lo atrapa antes de que la golpee. El espíritu de Kordax deja a Kane por Orm, quien procede a luchar contra Arthur y usa su sangre para revertir la magia de Atlan, liberando a Kordax. Arthur convence a Orm de que abandone su odio hacia él, lo que le permite destruir tanto a Kordax como al tridente negro. Con la magia de Kordax desapareciendo, Necrus comienza a colapsar. Kane rechaza la ayuda de Arthur y se deja caer en una fisura a su muerte. Los Atlanteanos y Shin escapan a un lugar seguro, y Arthur y Mera deciden dejar ir a Orm y decirle al resto de la Atlántida que murió con la condición de permanecer oculto. Creyendo que la unificación de los reinos submarinos y el mundo de la superficie es necesaria, Arthur revela la existencia de la Atlántida a través de un anuncio en las Naciones Unidas y declara sus intenciones de convertir el reino en un estado miembro.
En una escena poscréditos, Orm esta disfrutando de una hamburguesa y una cerveza, como dijo Arthur anteriormente en la película. De repente, una cucaracha camina sobre la mesa. Orm la ve y la pone en su hamburguesa, y dando un nuevo bocado esboza una sonrisa de satisfacción.

## Reparto
- Jason Momoa como Arthur Curry / Aquaman:
El rey de Atlantis, mitad atlante y mitad humano que puede nadar a velocidades supersónicas y comunicarse con la vida acuática.[5]
- Patrick Wilson como Orm Marius:
Medio hermano atlante de Arthur y ex rey de Atlantis, que es despojado de su título de Amo del Océano y encarcelado tras sus crímenes contra Atlantis en Aquaman (2018). Es liberado de prisión y Arthur lo recluta para encontrar y derrotar a Manta Negra.[6]
- Amber Heard como Mera:
La Reina de la Atlantis, esposa de Arthur, madre de Arthur Jr. e hija del Rey Nereus que puede controlar el agua con su mente y comunicarse telepáticamente con otros atlantes.[7][8][9]
- Yahya Abdul-Mateen II como David Kane / Manta Negra:
Un pirata despiadado y mercenario de alta mar que usa un traje blindado atlante, y empuña el poderoso Tridente Negro, buscando matar a Arthur y su familia como venganza por la muerte de su padre.[10][11] El director James Wan había planeado desde la primera película que Kane se convirtiera en el villano principal de su secuela, de ahí que optó por establecer su relación conflictiva con Arthur en la película anterior con Kane como un «personaje secundario glorificado» antes de traerlo de regreso en un «papel mucho más importante», que implica que se encuentre con algo «más grande» para vengarse de Arthur.
- Dolph Lundgren como Nereus: El rey de Xebel y el padre de Mera.[12]
- Randall Park como el Dr. Stephen Shin: Un biólogo marino obsesionado con encontrar a Atlantis que trabaja para Manta Negra.[13]
- Temuera Morrison como Thomas Curry: El padre de Arthur que trabaja como farero.[14]
- Martin Short como la voz de Kingfish: El gobernante del refugio pirata llamado Ciudadela Hundida.
- Nicole Kidman como Atlanna: La madre de Arthur y Orm, y ex reina de Atlantis.[15]

También aparecen Vincent Regan como Atlan, el primer rey de Atlantis; Jani Zhao como Stingray; Indya Moore como Karshon; y Pilou Asbæk como Kordax, el hermano de Atlan, creador del Tridente Negro maldito y el rey no-muerto del reino perdido Necrus, cuyo espíritu maligno posee a Manta Negra.John Rhys-Davies regresa de la primera película como la voz del Rey Brine.

## Producción

### Desarrollo
Durante la producción de Aquaman (2018), Jason Momoa desarrolló un pitch para una secuela que le dio al presidente de Warner Bros. Entertainment, Toby Emmerich y el productor Peter Safran. En octubre de 2018, antes del estreno de la película, Momoa dijo que estaría más involucrado en el desarrollo de una posible secuela y esperaba que el rodaje comenzara en 2019. El director James Wan dijo que había varias historias que podrían surgir de Aquaman, y que en esa película se presentan siete reinos ficticios submarinos que aún no se han explorado por completo. Emmerich tenía suficiente confianza en las proyecciones de taquilla para la película a principios diciembre para comenzar a discutir una secuela. A fines de enero, cuando Aquaman se convertiría en la película más taquillera basada en un solo personaje de DC Comics, Warner Bros. estaba en negociaciones con Wan para supervisar el desarrollo y la escritura de una secuela con el potencial de regresar como director. Geoff Boucher de Deadline Hollywood señaló que Wan había sido muy protector con las secuelas de sus películas anteriores Insidious (2010) y The Conjuring (2013), y estuvo "profundamente involucrado" en la construcción del mundo de Aquaman. Wan había comparado previamente el mundo de Aquaman con otros mundos ficticios como la Tierra Media, la galaxia Star Wars y el Mundo Mágico.
A principios de febrero de 2019, Warner Bros. contrató a Noah Gardner y Aidan Fitzgerald para escribir el guion de una película derivada de Aquaman titulada The Trench, basada en uno de los reinos presentados en la primera película. Se esperaba que tuviera un presupuesto menor y no contara con el elenco principal de Aquaman, con la producción de Wan y Safran. Borys Kit de The Hollywood Reporter informó entonces que aún no había habido discusiones serias sobre una secuela directa de Aquaman entre el estudio, Wan y Momoa, debido a que querían tener un "descanso" primero, pero varios días después informó que el desarrollo activo de una secuela estaba en marcha con el coguionista de la primera película y colaborador frecuente de Wan, David Leslie Johnson-McGoldrick firmar para escribir el guion. Wan y Safran estaban produciendo la secuela, aunque aún no estaba claro si Wan la dirigiría. A finales de febrero, Warner Bros. programó el estreno de Aquaman 2 para el 16 de diciembre de 2022. El mes siguiente, Safran explicó que él y Wan no querían apresurar una secuela y que Warner Bros. los había apoyado, razón por la cual el estreno de la película estaba programado para cuatro años después de la primera película. Agregó que estaban abordando la franquicia Aquaman de manera similar a la del Universo del Conjuro, con spin-offs como The Trench que exploran historias sobre los reinos submarinos junto con las películas de la «nave nodriza» protagonizadas por Aquaman. Safran dijo que Wan conocía "la arquitectura, la armería, el ejército, el aspecto, la sensación, el ambiente general" de cada uno de los siete reinos y quería explorarlos todos en proyectos futuros.
En julio de 2019, Wan tenía previsto dirigir la película Malignant (2021) antes de comenzar a trabajar en Aquaman 2. Patrick Wilson dijo en noviembre que había discutido los planes para la secuela con Wan e indicó que volvería a interpretar su papel como Orm Marius / Ocean Master de la primera película. Un mes después, Yahya Abdul-Mateen II confirmó que regresaría como David Kane / Black Manta, y buscaba desarrollar al personaje. Johnson-McGoldrick declaró en marzo de 2020 que la secuela no se basaría en un cómic específico, sino que se inspiraría en las historias de Aquaman de la Edad de Plata de cómics que presentaban a Black Manta como el villano. Se confirmó que Wan dirigiría la secuela en el evento virtual DC FanDome en agosto, cuando dijo que sería ser más seria que la primera película y presentaría temas que eran más relevantes para el mundo real. Agregó que incluiría más construcción de mundos y exploración de los reinos submarinos, y presentaría algunos elementos de terror similares a la secuencia de la Fosa en la primera película. También buscaría inspiración en Star Wars y el Señor de los Anillos y las películas del director Tim Burton Ser capaz de ampliar la construcción del mundo de la primera película fue una de las razones clave por las que Wan eligió dirigir la secuela, junto con el guion de Johnson-McGoldrick, que Wan sintió que tenía una «historia realmente genial para traer de vuelta a todos estos personajes y luego hacerlos crecer a lo grande».
Amber Heard desmintió los rumores en noviembre de que no volvería a interpretar su papel como Mera de la primera película luego de las acusaciones de abuso doméstico hechas contra ella por su exesposo Johnny Depp. Ese mes, una petición para que Heard fuera despedida de la franquicia recibió más de 1,5 millones de firmas y se produjo después de que Warner Bros. eliminara a Depp de Animales fantásticos: Los secretos de Dumbledore (2022) cuando las denuncias de abuso hechos por The Sun fueron dictaminados como "sustancialmente ciertas". Safran dijo que nunca consideró hacer la película sin ella y no reaccionó a la "presión pura de los fanáticos" de la petición y otras conversaciones en las redes sociales. Sin embargo, Heard declaró más tarde (durante un juicio por difamación presentado contra ella por Depp por una columna en The Washington Post) que "no querían incluirla" en la película y tuvo que luchar para mantener su papel, alegando que se hicieron revisiones al guion que redujeron su papel a una "versión muy reducida", incluida la eliminación de secuencias de acción para su personaje, y no pudo renegociar su contrato (el contrato original de Heard estipulaba que ganaría $2 millones por la secuela, el doble de lo que ganó por la primera película). En ese momento, en mayo de 2022, la petición para eliminar a Heard de la película había recibido más de 4 millones de firmas. El jefe de DC Films, Walter Hamada dijeron que consideraron cambiar a Mera, pero esto se debió a preocupaciones sobre la química de Heard con Momoa en lugar de las acusaciones de abuso. Agregó que era política del estudio no renegociar los contratos de todos los actores y dijo que el tamaño del papel de Heard no había cambiado durante el desarrollo de la secuela. Explicó que la película siempre tuvo la intención de ser una "comedia de amigos" que se centrara en la relación entre Aquaman y Orm. El jurado del juicio por difamación encontró que la columna del Washington Post de Heard había dañado la carrera de Depp y se le ordenó pagarle una compensación. Las respuestas de las redes sociales al juicio también favorecieron en gran medida a Depp sobre Heard, con "innumerables memes y TikTok burlándose de su testimonio". En junio de 2022, surgieron informes de que Heard había sido despedida de la película después del juicio, pero también fueron desacreditados.

### Preproducción
Dolph Lundgren dijo en febrero de 2021 que retomaría su papel como Rey Nereus en la secuela, y se esperaba que el rodaje comenzara más tarde ese año en Londres. Un mes después, se reveló que la fecha de inicio planificada para el rodaje sería en junio, aunque existía la posibilidad de que esto se viera afectado por la pandemia de COVID-19. En abril, Warner Bros. y DC anunciaron que el desarrollo de The Trench ya no avanzaba, ya que los estudios no tenían espacio para el spin-off en su lista de películas y creían que Aquaman 2 ser suficiente para una expansión de la franquicia por el momento. Más tarde ese mes, Pilou Asbæk entró en conversaciones para unirse al elenco de la película. Momoa dijo en mayo que comenzaría a filmar en julio, y Wan anunció un mes después que la secuela se titularía Aquaman and the Lost Kingdom, con Temuera Morrison confirmando su regreso como el padre de Aquaman, Thomas Curry. Willem Dafoe también estaba programado para repetir su papel como Nuidis Vulko de la primera película.

### Rodaje
La fotografía principal comenzó en Londres el 28 de junio de 2021, bajo el título provisional Necrus. Don Burgess regresaba como director de fotografía de la primera película. En agosto, Wan dijo que la secuela era fuertemente influenciado por la película Terror en el espacio (1965). El rodaje tuvo lugar en la playa de Saunton Sands, Devon, a principios de septiembre. Más tarde ese mes, se confirmó el casting de Asbæk; Se reveló que Randall Park regresaría de la primera película como el Dr. Stephen Shin; Vincent Regan había sido elegido como el antiguo Rey Atlan, reemplazando a Graham McTavish, quien interpretó brevemente al personaje en la primera película; Jani Zhao iba a interpretar a Stingray, un personaje original de la película, en su primer papel principal en inglés; y se reveló que Indya Moore interpretaría a Karshon en la secuela. Después de filmar el 95% de la película en el Reino Unido, la producción se trasladó a Hawái hasta el 9 de diciembre, para el rodaje en el lugar. El rodaje también tuvo lugar en Jersey City, Nueva Jersey ese año. Se confirmó que Nicole Kidman repitería su papel como la madre de Aquaman, Atlanna poco después de eso. El rodaje luego se trasladó a Los Ángeles, y oficialmente concluyó el 12 de enero de 2022, en Malibu.

### Posproducción
En marzo de 2022, Warner Bros. ajustó su calendario de estrenos debido al impacto del COVID-19 en la carga de trabajo de los proveedores de efectos visuales. Aquaman y el Reino Perdido se trasladó al 17 de marzo de 2023, y The Flash también se trasladó de 2022 a 2023, para dar tiempo a que se completara su trabajo de efectos visuales, mientras que ¡Shazam! La furia de los dioses se movió a fecha de estreno anterior de Aquaman y el Reino Perdido del 16 de diciembre de 2022, porque estaría listo para su estreno antes. En junio de 2022, se revelaron los créditos finales de escritura: Johnson-McGoldrick recibió crédito de guion, mientras que los dúos de Wan y Johnson-McGoldrick, y Momoa y Thomas Pa'a Sibbett recibieron crédito de historia. El mes siguiente, Momoa reveló que Ben Affleck estaba repitiendo su  papel del Universo extendido de DC (DCEU), Bruce Wayne / Batman para nuevas filmaciones en el set de Warner Bros. en Burbank, California. Aaron Couch de The Hollywood Reporter informó poco después que Michael Keaton había filmado una escena como su versión de Bruce Wayne / Batman de Batman de Tim Burton (1989) y Batman Returns (1992). La versión de Keaton estaba programada para ser presentada al DCEU en The Flash antes de que el estreno de esa película se retrasara después de Aquaman y el Reino Perdido. Según los informes, la escena confundió al público durante las proyecciones de prueba, y Couch sintió que por eso Affleck se unió a las nuevas filmaciones. En agosto, después de que WarnerMedia se fusionara con Discovery, Inc. para formar Warner Bros. Discovery, el estudio retrasó la película hasta el 25 de diciembre de 2023 para ayudar a repartir los costos de marketing y distribución de sus largometrajes. Esto retrasó el estreno de la película después del estreno previsto de The Flash, lo que significaba que existía la posibilidad de que la versión de Batman de Keaton apareciera en la película en lugar de la de Affleck.

## Música
Rupert Gregson-Williams reveló en agosto de 2021 que volvería a componer la banda sonora de la secuela después de hacerlo para la primera película.

## Marketing
Wan y Wilson adelantaron los planes para la película en un panel en el evento virtual DC FanDome en agosto de 2020. Un año después, en DC FanDome 2021, se reveló el arte conceptual y las imágenes detrás de escena del rodaje. En febrero de 2022, se lanzaron más imágenes de la película como parte de un adelanto para la lista de películas de DC de Warner Bros. para 2022, que también incluyó The Batman, Black Adam y The Flash. Wan promocionó la película en el panel de Warner Bros. en CinemaCon en abril de 2022, que muestra un mensaje grabado de Momoa, así como algunas imágenes breves de la película. Luego reveló más arte conceptual para la película cuando se retrasó la fecha de estreno en agosto. El 14 de septiembre de 2023, se lanzó el primer tráiler de la película.

## Estreno

### Cine
Aquaman y el Reino Perdido fue estrenada el 22 de diciembre de 2023 por Warner Bros. Pictures. Originalmente estaba programada para estrenarse el 16 de diciembre de 2022, pero se trasladó al 17 de marzo de 2023, para trabajo adicional de posproducción en efectos especiales CGI que se necesitaban como resultado del impacto de la pandemia de coronavirus en la industria cinematográfica. Luego se trasladó al 25 de diciembre de 2023, cuando Warner Bros. Discovery estaba tratando de distribuir los costos de marketing y distribución, antes de pasar al 20 de diciembre y luego retrasarse dos días hasta el 22 de diciembre.

### Lanzamiento casero
Aquaman y el Reino Perdido fue lanzado por Warner Bros. Home Entertainment en descarga digital el 23 de enero de 2024, en el servicio de streaming de Warner Bros., Max, el 27 de febrero y en Ultra HD Blu-ray, Blu-ray y DVD el 12 de marzo.

## Recepción
Aquaman and the Lost Kingdom recibió reseñas generalmente mixtas de parte de la crítica y de la audiencia. El agregador de reseñas Rotten Tomatoes le asignó un porcentaje de aprobación del 36%, basada en 140 reseñas, con una calificación de 4.9/10 y un consenso crítico que dice «Jason Momoa sigue siendo un protagonista capaz y comprometido, pero incluso los fanáticos de DC pueden sentir que Aquaman and the Lost Kingdom se apegan a aguas familiares». De parte de la audiencia tiene una aprobación de 81%, basada en más de 1000 votos, con una calificación de 3.5/5.
El sitio web Metacritic le dio a la película una puntuación de 44 de 100, basada en 26 reseñas, indicando "reseñas mixtas o promedio". Las audiencias encuestadas por CinemaScore le otorgaron a la película una "B" en una escala de A+ a F, mientras que en el sitio IMDb los usuarios le asignaron una calificación de 6.0/10, sobre la base de más de más de 6100 votos. En la página web FilmAffinity la película tiene una calificación de 5.4/10, basada en 304 votos.